# بريت هارفي
بريت هارفي (بالإنجليزية: Brett Harvey)‏ هو لاعب اتحاد الرغبي نيوزلندي، ولد في 6 أكتوبر 1959 في بالميرستون نورث في نيوزيلندا.